# Magus
Magové byli jedním z médských kmenů a zvláštní kněžská třída v Médské a Achaimenovské říši. Přestože jejich náboženstvím pravděpodobně až do 4. století př. n. l. nebyl zarathuštrismus, začali se tímto slovem později označovat zarathuštričtí kněží, někdy také zarathuštristé obecně.
Ve starověkém Řecku byli magové spojováni s kouzelnictvím a čarodějnictvím a došlo tak ke vzniku slov magos „mág“ a mageia „magie“, z nichž druhé nahradilo starší slovo goetéia.

## Historie
Poprvé se slovo magus objevuje na Behistunském nápisu krále achaimenovského krále Dáreia z doby okolo 521 př. n. l., na kterém je uvedeno že se magus jménem Gaumáta se prohlásil za prince Bardiju, syna Kýra Velikého. V babylónské verzi nápisu je navíc označen za Méda. Kromě toho však prameny z Achaimenovské říše informují o mazích jako o kněžích, kteří též měli svoji administrativní a ekonomickou funkci. Vedle slova magus bylo také někdy užíváno výrazu haturmakša, který může odpovídat avestánskému výrazu atrvachš „oheň rozněcující“, který byl používán pro jednoho z kněží, kteří prováděli zarathuštrický rituál jasna.
Řecký historik Hérodotos působící v 5. století př. n. l. taktéž zmiňuje maga Bardiju a to pod řeckým jménem Smerdis, ale navíc uvádí že magové byli jedním ze šesti médských kmenů. Měli být dědičnými kněžími, kteří zaujímali významné místo na médském královském dvoře jako vykladači snů a věštci. Dále o nich mluví v souvislosti s tažením achaimenovského krále Xerxa I. do Řecka, král s nimi měl konzultovat každé důležité rozhodnutí, nesli posvátný oheň, prováděli úlitby a oběti a také oběti doprovázeli náležitými rituály a zpěvem hymnů.
Instituce magů byla zachována i v době Parthské a Sasánovské říše a ve 3. století se Kerdír, který se pokoušel vytvořit a šířit ortodoxní podobu zarathuštrismu, stal prvním nositelem titulu móbadan móbad „móbad móbadů“.

## Etymologie a varianty
Etymologie slova je předmětem sporů, podle některých badatelů instituce magů byla domorodou médskou záležitostí a nemá své předchůdce a její název nemá indoevropskou etymologii. Oproti tomu Émile Benveniste se domníval že termín *magu označoval zvláštní kněžskou třídu, kterou spojil s avestánským magavan- „rituální čistota“. V Avestě jsou však kněží označováni výrazem athravan.
Slovo magus se objevuje na Behistunském nápisu ve třech podobách, jako staroperské magu-, babylónské maguš a elamské makuiš. V parthštině máme slovo doloženo v podobě mgw, na nápisu sasánovského krále Šápúra I. v Nakš-e Rustam se objevuje v parthštině i středoperštině výraz pro kněží, který je zapisován jak mgwGBRʾ. Ve středoperštině se také objevilo slovo móbad/mowbed, které je vykládáno z *magu-pati- „pán mágů“. Ve staré řečtině byl výraz zapisován jako magos (μάγος), v latině pak magus.